# Centronycteris
Centronycteris is een geslacht van zoogdieren uit de familie van de schedestaartvleermuizen (Emballonuridae). De wetenschappelijke naam van het geslacht werd in 1838 gepubliceerd door Gray.

## Soorten
Er worden 2 soorten in dit geslacht geplaatst:
- Centronycteris centralis O. Thomas, 1912
- Centronycteris maximiliani (J. B. Fischer, 1829)